# جایزه بزرگ استرالیا ۲۰۲۴
جایزه بزرگ استرالیا ۲۰۲۴ (به‌طور رسمی با عنوان جایزه بزرگ استرالیا فرمول ۱ رولکس ۲۰۲۴ شناخته می‌شود) یک مسابقه اتومبیلرانی فرمول یک بود که در ۲۴ مارس ۲۰۲۴ در پیست آلبرت پارک در ملبورن، ویکتوریا برگزار شد. این سومین دور از مسابقات فرمول یک فصل ۲۰۲۴ بود.

## پیش زمینه
این رویداد در پیست آلبرت پارک ملبورن برای بیست و هفتمین بار در تاریخ این پیست، در آخر هفته ۲۲ تا ۲۴ مارس برگزار شد. این رویداد سومین دوراز مسابقات فرمول یک فصل ۲۰۲۴ و هشتاد و هفتمین دوره مسابقات جایزه بزرگ استرالیا بود.

### جدول رده‌بندی قهرمانی قبل از مسابقه
پیش از مسابقه آخر هفته، ماکس فرستاپن با ۵۱ امتیاز، ۱۵ امتیاز از هم تیمی خود سرجیو پرز در جایگاه دوم و ۲۳ امتیاز از چارلز لکلرک در مقام سوم، پیشتاز رده‌بندی قهرمانی رانندگان بود. تیم مسابقه رد بول با ۸۷ امتیاز، ۳۸ امتیاز بیشتر از تیم فراری و ۵۹ امتیاز از تیم مک‌لارن در صدر فهرست سازندگان قهرمان فرمول یک جهان قرار داشت.

### فهرست ورودی
رانندگان و تیم‌ها در ابتدا همان لیست ورودی فصل بودند و هیچ راننده دیگری برای این مسابقه وجود نداشت. اما تیم ویلیامز نتوانست آسیب شاسی خودرو الکساندر آلبون را پس از تصادف در طول جلسه تمرین اول تعمیر کند، که منجر به تعویض خودرو او با لوگان سارجنت شد، سارجنت به این دلیل باقی مانده آخر هفته جایزه بزرگ استرالیا را از دست داد. دنیل ریکاردو از تیم آربی و اسکار پیاستری از مک‌لارن پس از ریکاردو و مارک وبر اولین جفت راننده استرالیایی بودند که در جایزه بزرگ خانگی خود شرکت می‌کردند.

### انتخاب تایر
تأمین کننده لاستیک مسابقات، پیرلی ترکیبات تایر C3، C4 و C5 (نرم‌ترین تایر در محدوده خود) را به ترتیب برای استفاده تیم‌ها در این رویداد به عنوان سخت، متوسط و نرم آورده بود. ترکیبات تایر انتخاب شده یک درجه نرمتر از مسابقه قبلی بودند.

## تمرین
سه جلسه تمرین آزاد برای این رویداد برگزار شد. اولین جلسه تمرین در ۲۲ مارس ۲۰۲۴ در ساعت ۱۲:۳۰ به وقت محلی (یوتی‌سی ۱۱:۰۰+) برگزار شد که لاندو نوریس از تیم مک‌لارن پیش از ماکس فرستاپن از تیم مسابقه رد بول و جورج راسل از مرسدس در صدر قرار گرفت. این جلسه به دلیل خارج شدن الکساندر آلبون از تیم ویلیامز در پیچ ۶ با پرچم قرمز همراه بود.

## تعیین خط
تعیین خط در ۲۳ مارس ۲۰۲۴، ساعت ۱۶:۰۰ به وقت محلی (یوتی‌سی ۱۱:۰۰+) برگزار شد.

### نتیجه نهایی تعیین خط
| رده.                 | شماره. | راننده              | سازنده                    | زمان تعیین خط | زمان تعیین خط | زمان تعیین خط | رده استارت |
| رده.                 | شماره. | راننده              | سازنده                    | م۱            | م۲            | م۳            | رده استارت |
| -------------------- | ------ | ------------------- | ------------------------- | ------------- | ------------- | ------------- | ---------- |
| 1                    | 1      | ماکس فرستاپن        | ردبول-هوندا               | ۱:۱۶٫۸۱۹      | ۱:۱۶٫۳۸۷      | ۱:۱۵٫۹۱۵      | 1          |
| 2                    | 55     | کارلوس ساینز جونیور | اسکودریا فراری            | ۱:۱۶٫۷۳۱      | ۱:۱۶٫۱۸۹      | ۱:۱۶٫۱۸۵      | 2          |
| 3                    | 11     | سرجیو پرز           | ردبول-هوندا               | ۱:۱۶٫۸۰۵      | ۱:۱۶٫۶۳۱      | ۱:۱۶٫۲۷۴      | 61         |
| 4                    | 4      | لاندو نوریس         | مک‌لارن-مرسدس              | ۱:۱۷٫۴۳۰      | ۱:۱۶٫۷۵۰      | ۱:۱۶٫۳۱۵      | 3          |
| 5                    | 16     | چارلز لکلرک         | اسکودریا فراری            | ۱:۱۶٫۹۸۴      | ۱:۱۶٫۳۰۴      | ۱:۱۶٫۴۳۵      | 4          |
| 6                    | 81     | اسکار پیاستری       | مک‌لارن-مرسدس              | ۱:۱۷٫۳۶۹      | ۱:۱۶٫۶۰۱      | ۱:۱۶٫۵۷۲      | 5          |
| 7                    | 63     | جورج راسل           | مرسدس                     | ۱:۱۷٫۰۶۲      | ۱:۱۶٫۹۰۱      | ۱:۱۶٫۷۲۴      | 7          |
| 8                    | 22     | یوکی سونودا         | آربی-هوندا                | ۱:۱۷٫۳۵۶      | ۱:۱۶٫۷۹۱      | ۱:۱۶٫۷۸۸      | 8          |
| 9                    | 18     | لانس استرول         | استون مارتین آرامکو-مرسدس | ۱:۱۷٫۳۷۶      | ۱:۱۶٫۷۸۰      | ۱:۱۷٫۰۷۲      | 9          |
| 10                   | 14     | فرناندو آلونسو      | استون مارتین آرامکو-مرسدس | ۱:۱۶٫۹۹۱      | ۱:۱۶٫۷۱۰      | ۱:۱۷٫۵۵۲      | 10         |
| 11                   | 44     | لوییس همیلتون       | مرسدس                     | ۱:۱۷٫۴۹۹      | ۱:۱۶٫۹۶۰      | بدون زمان     | 11         |
| 12                   | 23     | الکساندر آلبون      | ویلیامز-مرسدس             | ۱:۱۷٫۱۳۰      | ۱:۱۷٫۱۶۷      | بدون زمان     | 12         |
| 13                   | 77     | والتری بوتاس        | کیک سائوبر-فراری          | ۱:۱۷٫۵۴۳      | ۱:۱۷٫۳۴۰      |               | 13         |
| 14                   | 20     | کوین مگنوسن         | هاس-فراری                 | ۱:۱۷٫۷۰۹      | ۱:۱۷٫۴۲۷      | بدون زمان     | 14         |
| 15                   | 31     | استابان اوکون       | آلپاین-رنو                | ۱:۱۷٫۶۱۷      | ۱:۱۷٫۶۹۷      | بدون زمان     | 15         |
| 16                   | 27     | نیکو هولکنبرگ       | هاس-فراری                 | ۱:۱۷٫۹۷۶      | بدون زمان     | بدون زمان     | 16         |
| 17                   | 10     | پیر گاسلی           | آلپاین-رنو                | ۱:۱۷٫۹۸۲      | بدون زمان     | بدون زمان     | 17         |
| 18                   | 3      | دنیل ریکاردو        | RB-هوندا                  | ۱:۱۸٫۰۸۵      | بدون زمان     | بدون زمان     | 18         |
| 19                   | 24     | گوانیو ژو           | کیک سائوبر-فراری          | ۱:۱۸٫۱۸۸      | بدون زمان     | بدون زمان     | PL2        |
| قانون ۱۰۷٪: ۱:۲۲٫۷۳۱ |        |                     |                           |               |               |               |            |
| منبع:                |        |                     |                           |               |               |               |            |

## مسابقه
این مسابقه در ۲۴ مارس ۲۰۲۴، ساعت ۱۵:۰۰ به وقت محلی (یوتی‌سی ۱۱:۰۰+) به طول ۵۸ دور برگزار شد.

### نتیجه نهایی مسابقه
| رده.                                                  | شماره. | راننده              | سازنده                    | دورها | زمان/بازنشسته | رده شروع | امتیازات |
| ----------------------------------------------------- | ------ | ------------------- | ------------------------- | ----- | ------------- | -------- | -------- |
| ۱                                                     | ۵۵     | کارلوس ساینز جونیور | اسکودریا فراری            | ۵۸    | ۱:۲۰:۲۶٫۸۴۳   | ۲        | ۲۵       |
| ۲                                                     | ۱۶     | چارلز لکلرک         | اسکودریا فراری            | 58    | +۲٫۳۶۶        | ۴        | ۱۹1      |
| ۳                                                     | ۴      | لاندو نوریس         | مک‌لارن-مرسدس              | ۵۸    | +۵٫۹۰۴        | ۳        | ۱۵       |
| ۴                                                     | ۸۱     | اسکار پیاستری       | مک‌لارن-مرسدس              | ۵۸    | +۳۵٫۷۷۰       | ۵        | ۱۲       |
| ۵                                                     | ۱۱     | سرجیو پرز           | ردبول-هوندا               | 58    | +۵۶٫۳۰۹       | ۶        | ۱۰       |
| ۶                                                     | ۱۸     | لانس استرول         | استون مارتین آرامکو-مرسدس | 58    | +۱:۳۳٫۲۲۲     | ۹        | ۸        |
| ۷                                                     | ۲۲     | یوکی سونودا         | آربی-هوندا                | ۵۸    | +۱:۳۵٫۶۰۱     | ۸        | ۶        |
| ۸                                                     | ۱۴     | فرناندو آلونسو      | استون مارتین آرامکو-مرسدس | ۵۸    | +۱:۴۰.۹۹۲۲    | ۱۰       | ۴        |
| ۹                                                     | ۲۷     | نیکو هولکنبرگ       | هاس-فراری                 | ۵۸    | +۱:۴۴٫۵۵۳     | ۱۶       | ۲        |
| ۱۰                                                    | ۲۰     | کوین مگنوسن         | هاس-فراری                 | ۵۷    | +۱ دور        | ۱۴       | ۱        |
| ۱۱                                                    | ۲۳     | الکساندر آلبون      | ویلیامز-مرسدس             | ۵۷    | +۱ دور        | ۱۲       |          |
| ۱۲                                                    | ۳      | دنیل ریکاردو        | آربی-هوندا                | ۵۷    | +۱ دور        | ۱۸       |          |
| ۱۳                                                    | ۱۰     | پیر گاسلی           | آلپاین-رنو                | ۵۷    | +۱ دور        | ۱۷       |          |
| ۱۴                                                    | ۷۷     | والتری بوتاس        | کیک سائوبر-فراری          | ۵۷    | +۱ دور        | ۱۳       |          |
| ۱۵                                                    | ۲۴     | گوانیو ژو           | کیک Sauber-فراری          | ۵۷    | +۱ دور        | PL       |          |
| ۱۶                                                    | ۳۱     | استابان اوکون       | آلپاین-رنو                | ۵۷    | + ۱ دور       | ۱۵       |          |
| ۱۷4                                                   | ۶۳     | جورج راسل           | مرسدس                     | ۵۶    | تصادف         | ۷        |          |
| بازنشسته                                              | ۴۴     | لوییس همیلتون       | مرسدس                     | ۱۵    | منبع انرژی    | ۱۱       |          |
| بازنشسته                                              | ۱      | ماکس فرستاپن        | ردبول-هوندا               | ۳     | ترمز          | ۱        |          |
| سریع‌ترین دور: چارلز لکلرک (فراری) – ۱:۱۹٫۸۱۳ (دور ۵۶) |        |                     |                           |       |               |          |          |
| منبع:                                                 |        |                     |                           |       |               |          |          |